# 679 Pax
A 679 Pax egy a Naprendszer kisbolygói közül, amit August Kopff fedezett fel 1909. január 28-án.